# Kornrullmossa
Kornrullmossa (Pseudocrossidium obtusulum) är en bladmossart som beskrevs av H. Crum och Lewis Edward Anderson 1989. Kornrullmossa ingår i släktet rullmossor, och familjen Pottiaceae. Enligt den svenska rödlistan är arten nära hotad i Sverige. Arten förekommer på Gotland och Öland. Artens livsmiljö är jordbrukslandskap. Inga underarter finns listade i Catalogue of Life.